# Parapholis
Parapholis es un género de plantas herbáceas, perteneciente a la familia de las poáceas. Tiene siete especies que se distribuyen por el sudoeste de Asia, norte de África y Europa donde puebla la región del Mediterráneo. También se ha introducido en América y Australia. Crece en terrenos moderadamente salobres y en margas húmedas desde los 140 hasta los 1000 metros de altitud.

## Descripción
Es una planta herbácea gramínea con una larga espiga que tiene las espiguillas muy muy unidas al eje, con lo que parece una caña alargada, delgada y rígida, esta puede ser poco curvada o muy curvada y hasta en espiral, en la especie P. incurva. Florece en primavera tardía y principios de verano.
Son plantas anuales. Tallos frecuentemente ramificados. Hojas con vaina de márgenes libres; lígula corta, generalmente truncada, membranosa; limbo plano o plegado, rara vez convoluto. Inflorescencia en espiga, con eje marcadamente excavado, desarticulándose en la madurez. Espiguillas con 1 sola flor fértil y 2 glumas más largas que la flor, cubriendo cada excavación del eje, excepto en la antesis. Glumas coriáceas, con 5 nervios muy marcados y 1 surco transversal en la base. Lema membranosa, trinervada. Pálea tan larga como la lema, membranosa, bidentada, con 2 quillas poco marcadas, generalmente puberulentas en la parte superior. Androceo con 3 estambres. Ovario glabro.

## Taxonomía
El género fue descrito por Charles Edward Hubbard y publicado en Blumea, Supplement 3: 14. 1946. La especie tipo es: Parapholis incurva (L.) C.E. Hubb.
Etimología
Parapholis: nombre genérico que deriva del griego para = (cercano) y Pholiurus (un género relacionado de hierbas); alternativamente, del griego para = (cercano) y pholis = (escama), en alusión a las glumas colaterales.
Citología
Tiene un número de cromosomas de: x = 7, 9, y 19. 2n = 14, 28, 32, 36, 38, y 42. 2, 4, y 6 ploidias. Cromosomas ‘grandes’.

## Especies
- Parapholis filiformis (Roth) C. E. Hubbard
- Parapholis gracilis
- Parapholis incurva (L.) C. E. Hubbard
- Parapholis longiflora
- Parapholis marginata
- Parapholis pycnanta
- Parapholis strigosa[4][5]